# کیرشوالزده
کیرشوالزده (به آلمانی: Kirchwalsede) یک شهر در آلمان است که در Bothel واقع شده‌است.
 کیرشوالزده  ۱٬۲۷۱ نفر جمعیت دارد.